# Бревік (місто, Норвегія)
Бревік (Brevik) — місто в комуні Порсгрунн у фюльке Телемарк, Норвегія. Адімінстративний центр колишньої комуни Бревік.
Бревік розташований приблизно за 10 кілометрів (6,2 милі) на південь від міста Порсгрунн у дуже великій міській агломерації. Станом на 2020 рік населення Бревіка становило 2100 осіб. За даними Статистичного управління Норвегії, він вважається частиною міської агломерації Порсгрунн/Скіен, тому населення Бревіка не відстежується окремо.

## Історія
- 1670 — побудовано першу церкву в Бревіку.
- 1689 — поява поштової контори.
- 1693 — Бревік отримує свою першу шкільну дошку.
- 1760 — побудовано перший міст через річку Ею (Øya).
- 1761 — велика міська пожежа в Бревіку.
- 1845 — Бревік отримує статус міста.
- 1966 — розпочато поромний маршрут Бревік — Копенгаген.

Місто було кандидатом на звання «Літнє місто 2004 року», голосування за яке відбувається в Reiseradioen і Sommeråpent протягом літа.

## Спорт
У місті є футбольний клуб.